# Pardoxia fimbriata
Pardoxia fimbriata är en fjärilsart som beskrevs av Walker 1865. Pardoxia fimbriata ingår i släktet Pardoxia och familjen trågspinnare. Inga underarter finns listade i Catalogue of Life.